# Johannes Tobias Major
Johannes Tobias Major (* 2. Februar 1615 in Jena; † 25. April 1655 ebenda) war ein deutscher lutherischer Theologe.

## Leben
Der Sohn des Johannes Major absolvierte an der Universität Jena unter Johann Michael Dilherr zunächst ein Studium der Philosophie, welches er am 11. Februar 1634 mit der Erlangung des akademischen Grades eines Magisters der Philosophie abschloss. Daraufhin begab er sich für theologische Studien an die Universität Leipzig, wo er von Heinrich Höpfner unterrichtet wurde. Der Ruf von Johann Gerhard zog ihn wieder an die Universität Jena. Den Sitten der Zeit entsprechend absolvierte er von dort aus eine Gelehrtenreise. Diese führte ihn an Universitäten in Holland, Frankreich und Italien.
Nachdem er 1640 wieder in Jena angelangt war, bezog er die Universität Wittenberg. Unter Paul Röber erwarb er am 7. September 1643 den Grad eines Lizentiaten der Theologie, wurde außerordentlicher Professor der Theologie an der Universität Jena und promovierte aus jenem Grunde noch im selben Jahr in Wittenberg am 14. Oktober 1645 zum Doktor der Theologie. Nach dem Tod seines Vaters übertrug man ihm 1646 eine ordentliche theologische Professur in Jena. Diesem Amt hat er neun Jahre bis zu seinem plötzlich erfolgten Tod vorgestanden. Zudem beteiligte er sich an den organisatorischen Aufgaben der Salina und war in den Wintersemestern 1647 sowie 1653 Rektor der Alma Mater. 

## Werkauswahl
1. Pax apostolon partes. Jena 1668, 1670
2. De natura & culto angelorum exercitatio facta collatione theologica Paganorum, Judaeorum, Muhammedanorum & Christianorum, Jena 1651, 1653
3. Disp. De potestate clavium, Jena 1654
4. Apolegeticus pro parente adversus Valer. Magnum. Jena 1652
5. De oratione pro defunctis contra Hug. Grotium. Jena 1651
6. Commentationes in epistolam ad Ebraeos. Jena 1655
7. Exegementa Iocorum difficciliorum Scripturae.
8. Exercitatio de sendibus Episcop. Primas in veteri ecclesia.
9. De Jure divino imputanti peccatum primum Adamiticum toti genri humanno.
10. De Filiazione Christi, ut homo est. Jena 1646
11. De tentationibus spiritualibus.
12. De verbo Dei & traditionibus humanis.
13. De Sabbato. Jena 1647
14. De scientia Dei media seu futurum contingentium conditionata. Jena 1644
15. De conflictu Jesuitarum rigidiorum Calvinianrium cum mollioribus in articolo praedestinationis.
16. De rentationibus Spiritualibus. Jena 1652, 1668